# Grand-Camp (Sekwana Nadmorska)
Grand-Camp – miejscowość i gmina we Francji, w regionie Normandia, w departamencie Sekwana Nadmorska.
Według danych na rok 1990 gminę zamieszkiwało 579 osób, a gęstość zaludnienia wynosiła 118 osób/km² (wśród 1421 gmin Górnej Normandii Grand-Camp plasuje się na 402. miejscu pod względem liczby ludności, natomiast pod względem powierzchni na miejscu 697.).